# ولسوالی کلدار
کلدار یکی از ولسوالی‌های ولایت بلخ در جنوب خاوری افغانستان است با جمعیت نزدیک به ۱۹٬۴۰۰ نفر.